# Helocordulia selysii
Helocordulia selysii – gatunek ważki z rodziny szklarkowatych (Corduliidae). Występuje na terenie Ameryki Północnej – stwierdzony w 14 stanach USA, głównie we wschodniej i południowo-wschodniej części kraju.